# Vârsta de aur a dragostei
Vârsta de aur a dragostei este o poezie de Nichita Stănescu din volumul O viziune a sentimentelor, apărut în 1964.
În această poezie, mâinile sunt personificate, ca fiind indrăgostite. Totul în jur se schimbă în momentul în care sentimentul profund al dragostei invadează întreg trupul omului începând cu mâinile și gura. Trezit dintr-o lungă reverie, eul liric își închipuie că lucrurile care îl înconjoară sunt numai niște iluzii optice prin care poate pătrunde cu ușurință.
În continuare este prezentat mai pe îndelete sentimentul dulce, dragostea. Se trece de la starea de melancolie la cea de nerăbdare și pasiune. Autorul își inchipuie, de această dată, că acele lucruri, prezente de asemenea și în strofa întâi sunt sentimentele trăite. Sufletul său este asemenea unui zeu care îi condamnă întreg corpul la visare.
VEZI O viziune a sentimentelor